# Couepia joaquinae
Espèce
Classification APG III (2009)
Statut de conservation UICN

 CR D : 
En danger critique
Couepia joaquinae  est une espèce de plantes à fleurs de la famille des Chrysobalanaceae. C'est un arbre d'Amazonie et de Guyane.

## Description
C'est un arbre atteignant 20 à 30 mètres de haut.

## Répartition
L'espèce n'est connue que par 4 spécimens trouvés dans l'état d'Amapá et en Guyane en 1991.